# Čamovce
Čamovce (fino al 1948 Čoma, in ungherese, durante la seconda guerra mondiale Csoma e oggi Csomatelke) è un comune della Slovacchia facente parte del distretto di Lučenec, nella regione di Banská Bystrica.